# Familia Patiño
La familia Patiño es una poderosa y rica familia de banqueros, diplomáticos y magnates de Bolivia, desde fines del siglo XIX fueron construyendo su imperio de la mano de negocios que realizaron en el ámbito de la minería.

## Simón Iturri Patiño
El fundador de la familia fue Simón Iturri Patiño (1860 Cochabamba, Bolivia - 1947 Buenos Aires, Argentina), de origen muy humilde a partir de 1894 comenzó a interesarse por  la industria minera, donde consigue hacerse con la que se considera la mayor reserva de estaño del mundo, convirtiéndose en un magnate. 
Su fortuna comenzó con el descubrimiento de una gran veta sumamente rica de estaño en el año 1900, en la mina La Salvadora, en el cerro Llallagua (Departamento de Potosí). En los años siguientes fue adquiriendo otras minas y su fortuna creció vertiginosamente. Para 1910 había conformado un complejo minero poderoso con las minas de Llallagua, Catavi, siglo XX, Uncía y Huanuni, entre otras. Además, para transportar minerales desde sus minas construyó en 1911 el Ferrocarril Machacamarca Uncía.
Patiño compró a sus fundidores en Liverpool (Willams Harvey & Co.) y en Alemania. También adquirió minas en Malasia. El caso de Patiño es poco común, porque los  magnates sudamericanos raramente buscaron una integración vertical de sus intereses. Esta integración le permitió desempeñar un papel clave en la conformación del Comité Internacional del Estaño, que fue el primer cartel que intentó controlar el precio de una materia prima. Con tal motivo, fue conocido como El Rey del Estaño. En los años 1940 era uno de los hombres más ricos del mundo. 
Se involucra con la guerra del Chaco (1932-1935) donde financia a los ejércitos de Bolivia que participan en ella, además fue diplomático en España y Francia. A finales de la primera mitad del siglo XX se relaciona y realiza negocios con grandes empresas mineras norteamericanas.

## Antenor Patiño
Antenor Patiño (1896-1982 Nueva York, Estados Unidos), era hijo de Simón, y se involucra en los negocios que desarrolló su padre. Se desempeñó como diplomático en diversas capitales europeas. Fue presidente de varias compañías mineras. Luego que las minas fueran nacionalizadas en Bolivia en 1952, Antenor acordó con intereses norteamericanos fijar el valor del estaño, lo cual hizo colapsar la  economía de Bolivia y en 1956 fue el factor determinante de la caída del presidente Víctor Paz Estenssoro.